# 松村すすむ
松村 䏋（まつむら すすむ、1886年（明治19年）5月3日 - 1973年（昭和48年）6月9日）は、大正・昭和期の日本の衛生学者、大東亜官僚。医学博士。千葉大学名誉教授。

## 経歴
1886年（明治19年）5月3日、愛媛県に生まれる。
1916年（大正5年）、東京帝国大学医科大学卒業。東京帝国大学衛生学教室を経て、千葉医学専門学校講師。1920年（大正9年）、欧米に留学し、1923年（大正12年）、千葉医学専門学校教授となる。1925年（大正14年）、医学博士の学位を取得した。
1928年（昭和3年）、中国・フランス領インドシナなどへ脚気研究のために出張、1929年（昭和4年）、米国および南米に出張。
1939年（昭和14年）、興亜院文化部長となり、以後、大東亜省参事官、南京大使館参事官、赤十字成田病院顧問などを務めた。
著書に『脚気病原論』がある。

## 逸話
名前の漢字「䏋」が非常に変わっていることから、人名研究家である佐久間英から同じ医博の後輩のよしみで取材を受け、音読みは「シュク」で、「粛」の異体字、旧字体の「肅」の古字で、諸橋大漢和辞典には収録されていないが、康熙字典には載っており、『礼記』「曲礼」に「主人客をすすめて入る（主人肅客而入）」とある“すすめて（肅）”が出典であるという。父がいたく気に入った文字であったことから名づけられたが、本郷の第一高等学校に入学した時には、「読めにくい（嫁憎い）」ということからか、門衛に「松村シュートメ」と読まれ、それがいつの間にかつづめられて「松村シュー」があだ名になったという。わざわざ専用の活字を作らないといけないので、印刷屋泣かせだともいう。佐久間英は、松村は一般的な名字だが、松村千葉大名誉教授が発表する論文は、執筆者名が「松村クシャクシャ」という活字になっているので一瞥しただけでこの人だとわかる、と記している。また、このとき佐久間英は、松本教授から当人の戸籍抄本も送っていただいたという。

## 栄典
- 1940年（昭和15年）8月15日 - 紀元二千六百年祝典記念章[6]